# Huernia guttata

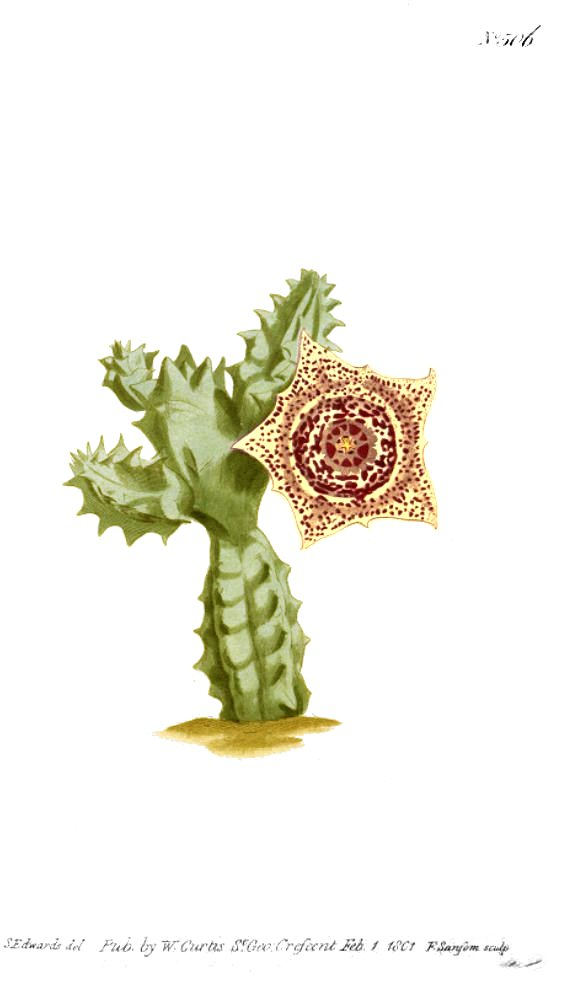
Gesamte Pflanze (von John Sims (1749–1831)) in Curtis's Botanical Magazine Band 15-16 Tafel 506

Huernia guttata ist eine Pflanzenart aus der Unterfamilie der Seidenpflanzengewächse (Asclepiadoideae).

## Merkmale
Huernia guttata bildet stammsukkulente, niederliegende, kriechende bis aufrechte Triebe, die zur Klumpenbildung neigen. Sie werden bis etwa 7 cm hoch, und 1,5 cm dick; sie sind im Querschnitt 4- bis 5-rippig. Auf den Rippen sitzen große, dreieckige und zugespitzte Warzen. Die Blüten stehen einzeln und sind nach oben gerichtet. Sie sitzen auf einem relativ kurzen, 1 bis 3 mm langen Stiel. Die Kelchblätter messen ungefähr 7 mm. Die Blütenkrone ist außen grünlich, innen weißlich bis gelblich und weist rotbraune bis karmesinrote Flecke auf, die im Bereich des Annulus miteinander verschmelzen. Sie hat einen Durchmesser von 2 bis 3 cm (subsp. guttata) bzw. bis 7 cm (subsp. calitzdorpensis). Die Kronenröhre ist glockig und mit quer verlaufenden Linien versehen (subsp. guttata) oder kastanienbraun und nur undeutlich querlaufend liniert (subsp. calitzdorpensis). Die Öffnung der Kronenröhre ist behaart und von einem breiten Annulus (Ring) umgeben. Die Haare sind steif und mehr oder weniger keulig. Die Kronenzipfel sind lang und zugespitzt, zunächst aufsteigend, dann weit abgespreizt oder auch umgebogen. Die Nebenkrone ist 4,5 bis 5,5 mm hoch und 6 bis 8 mm im Durchmesser. Die interstaminale Nebenkrone variiert in der Färbung von hellbraun bis rotbraun. Die interstaminalen Nebenkronenzipfel sind annähernd quadratisch, am Rand eingeschnitten oder zweigeteilt. Die staminalen Nebenkronenzipfel sind meist cremefarben bis rotbraun; sie werden apikal dunkler. Sie sind zunächst abgeknickt, stehen apikal aufrecht und treffen sich über dem Griffelkopf. Oft hängen Nektartropfen an den Zipfeln. Die Pollinien sind gelb.

## Geographische Verbreitung
Die Art kommt in der Republik Südafrika (Provinzen Ostkap und Westkap) vor.

## Systematik
Es werden zwei Unterarten unterschieden:
- Huernia guttata subsp. guttata, die Kronenröhre ist innen mit querverlaufenden Linien versehen, die Blüte ist kleiner, die Haare in der Kronenröhre weniger keulig.
- Huernia guttata subsp. calitzdorpensis L.C.Leach; die Blütenkrone hat einen Durchmesser bis 7 cm, die Querlinien in der Kronenröhre sind verwaschen, die Haare in der Kronenröhre sind deutlich länger und mehr keulig als bei der Typusunterart.